# Roncello
Roncello ist eine Gemeinde mit 4801 Einwohnern (Stand 31. Dezember 2023) in der Provinz Monza und Brianza, Region Lombardei.
Die Nachbarorte von Roncello sind Bellusco, Busnago, Ornago, Trezzano Rosa und Basiano.

## Bevölkerungsentwicklung
Roncello zählt 968 Privathaushalte. Zwischen 1991 und 2001 stieg die Einwohnerzahl von 1964 auf 2354. Dies entspricht einem prozentualen Zuwachs von 19,9 %.

## Söhne und Töchter der Gemeinde
- Paolino Pulici (* 1950), Fußballspieler